# Божидар Дакић
Божидар Божо Дакић (Клипино Брдо, код Војнића, 3. јануар 1909 — Загреб, новембар 1941) био је учесник Шпанског грађанског рата и Народноослободилачке борбе и народни херој Југославије.

## Биографија
Рођен је 3. јануара 1909. године у селу Клипино Брдо, код Војнића. Потиче из сиромашне сељачке породице. Као дечак, живео је с мајком и ујаковом породицом. Веома рано је упознао тежину сељачког живота. Због обавеза, око чувања ујакове стоке, завршио је само три разреда основне школе. Године 1923, мајка га је успела послати на учење пекарског заната у Војнић. После завршетка заната, радио је у Крњаку, Слуњу, а затим и у Карловцу.
Од 1926. до 1934. године радио је у разним пекарским радионицама, али увек кратко, јер су га послодавци отпуштали због његових захтева за побољшање живота радника. У осамнаестој години постао је члан УРС-ових синдиката; запажен је међу пекарским и кожарским радницима Карловца. Извесно време је радио и у Дугој Реси, где се истакао у организацији штрајка. Револуционарни рад наставио је и за време служења војног рока. Успео је да побуни пекарску чету у пекарско-интендантском складишту.
После одслужења војног рока, Дакић је учествовао у разним акцијама у Карловцу. Био је организатор великог броја штрајкова пекарских, кожарских и других радника. Године 1934. постао је члан Комунистичке партије Југославије. Због његове активности, полиција га је ухапсила и, после тридесет дана затвора, протеран је из Карловца са забраном повратка у град. Поново га хапсе у његовом родном селу и затварају у Вукманицу. После 60 дана, пуштен је на слободу. Убрзо после тога организује штрајк радника на железничкој станици у Војнићу и штрајк кожарских радника у Карловцу, који је трајао 5 дана, после чега је поново протеран из Карловца. Потом одлази у Загреб, али пошто није могао наћи посао у својој струци, запослио се као зидарски радник. Своју политичку и активност у синдикату, наставио је и у Загребу, због чега је 1936. године протеран. Пошто је био без посла, тражио је посао у Винковцима, Сарајеву и Београду, али га нигде не примају.
Чим је, јула 1936. године, почео грађански рат у Шпанији, Божидар одлази да се тамо бори против фашизма. У редовима интернационалних бригада борио се на разним бојиштима Шпаније. После пораза шпанске републике, нашао се у концентрационом логору у Француској, и у Немачкој у логору Меусен.
У пролеће 1941. године, с групом шпанских добробољаца, успева да побегне из логора и дође у окупирану Југославију. Ту се одмах активно укључио у припреме устанка против окупатора. По задатку Партије остаје у окупираном Загребу. Као члан, а потом и секретар Месног комитета КПХ за Загреб, Дакић је био организатор великог броја илегалних диверзантских акција у граду. На извршењу једног илегалног задатка Дакић је, 9. новембра 1941. године, ухапшен у Загребу.
У усташкој полицији Божидар је, приликом претреса, потегнуо револвер и убио једног усташу, а двојицу ранио. Покушао је да побегне, али није успео. Био је подвргнут страшном мучењу, За али никога није одао, није рекао чак ни своје име. Убијен је у Максимиру, новембра 1941. године. Усташе су тек касније, сазнале његов идентитет.
Указом Президијума Народне скупштине ФНР Југославије број 217/46 27. априла 1946. проглашен је за народног хероја.